# Gherao
Gherao, que significa "cercado", es una palabra que hace referencia a una táctica empleada por los líderes activistas laborales en India; su uso es similar a "piquetear" (picketing, en inglés). Usualmente, un grupo de personas rodean un edificio político o gubernamental hasta que sus demandas son satisfechas, o hasta que obtienen respuestas. Este principio fue introducido como un medio forma de protesta en el sector laboral por Subodh Banerjee, el ministro de Trabajo en 1967 y por el Gobierno del Frente Unido ("United Front Government") de Bengala del Oeste (West Bengal), respectivamente.
En vista de su popularidad, la palabra "gherao" fue agregada al Concise Oxford English Dictionary, en 2004. En la página 598 tiene la entrada que dice: "Gherao: n (pl. gheraos). Indio; una protesta en la cual los trabajadores previenen a los empleadores de abandonar un lugar de trabajo hasta que sus demandas sean satisfechas; Origen: Del hindú" y a Subodh Banerjee se le hace referencia como al ministro Gherao.
Gherao es empleada por los agricultores contra construcciones gubernamentales durante las protestas de los agricultores indios en 2020.